# Greatest Hits: Chapter One
The Hits - Chapter One (noto anche come Greatest Hits - Chapter One internazionalmente) è la prima raccolta del gruppo musicale statunitense Backstreet Boys, pubblicato il 23 ottobre 2001 dalla Jive Records.

## Descrizione
Contiene i quindici maggiori successi del gruppo dagli esordi al 2001, con l'aggiunta dell'inedito Drowning, che si piazzò in molte top 10 nel mondo.Nonostante la boy band avesse voluto pubblicare un greatest hits nel 2003 per festeggiare i 10 anni di carriera, l'etichetta decise di pubblicarlo nel 2001, subito dopo la promozione dell'album Black & Blue.
La raccolta raggiunse la quarta posizione della Billboard 200 statunitense, diventando il quarto album consecutivo dei Backstreet Boys in tale classifica e fu certificato disco di platino dalla RIAA e dalla BPI.
Con una vendita stimata di 5 milioni di copie in tutto il mondo, fu il tredicesimo album per record di vendite nel 2001 secondo IFPI.

## Tracce

### Versione Statunitense
1. I Want It That Way – 3:35 (Andreas Carlsson, Max Martin)
2. Everybody (Backstreet's Back) – 4:47 (Denniz Pop, Max Martin)
3. As Long as You Love Me – 3:34
4. Show Me the Meaning of Being Lonely – 3:56 (Max Martin)
5. Quit Playing Games (With My Heart) – 3:54 (Max Martin, Herbie Crichlow)
6. All I Have to Give – 4:38 (Full Force)
7. Larger Than Life – 3:54 (Brian Littrell, Kristian Lundin, Max Martin)
8. I'll Never Break Your Heart – 4:50 (Eugene Wilde, Albert Manno)
9. The Call – 3:25 (Max Martin, Rami)
10. Shape of My Heart – 3:52 (Max Martin, Rami, Lisa Miskovsky)
11. The One – 3:48 (Max Martin, Brian Littrell)
12. More than That – 3:43 (Adam Anders, Franciz, LePont)
13. Drowning – 4:27 (Andreas Carlsson, Linda Thompson, Rami)

Altre tracce contenute nelle varie versioni internazionali dell'album includono le seguenti canzoni:
- We've Got It Goin' On – 3:41
- Get Down (You're the One for Me) – 3:52
- Anywhere for You – 4:42
- The Perfect Fan (Bonus Track) – 4:13

## Classifiche
| Classifica (2001) | Posizione massima |
| ----------------- | ----------------- |
| Australia         | 32                |
| Austria           | 6                 |
| Belgio (Fiandre)  | 11                |
| Belgio (Vallonia) | 32                |
| Canada            | 1                 |
| Danimarca         | 11                |
| Finlandia         | 27                |
| Germania          | 4                 |
| Giappone          | 1                 |
| Irlanda           | 9                 |
| Italia            | 11                |
| Malesia           | 1                 |
| Norvegia          | 18                |
| Nuova Zelanda     | 7                 |
| Paesi Bassi       | 9                 |
| Portogallo        | 1                 |
| Regno Unito       | 5                 |
| Stati Uniti       | 4                 |
| Sudafrica         | 2                 |
| Svezia            | 13                |
| Svizzera          | 10                |